# Große Moschee von Gaza

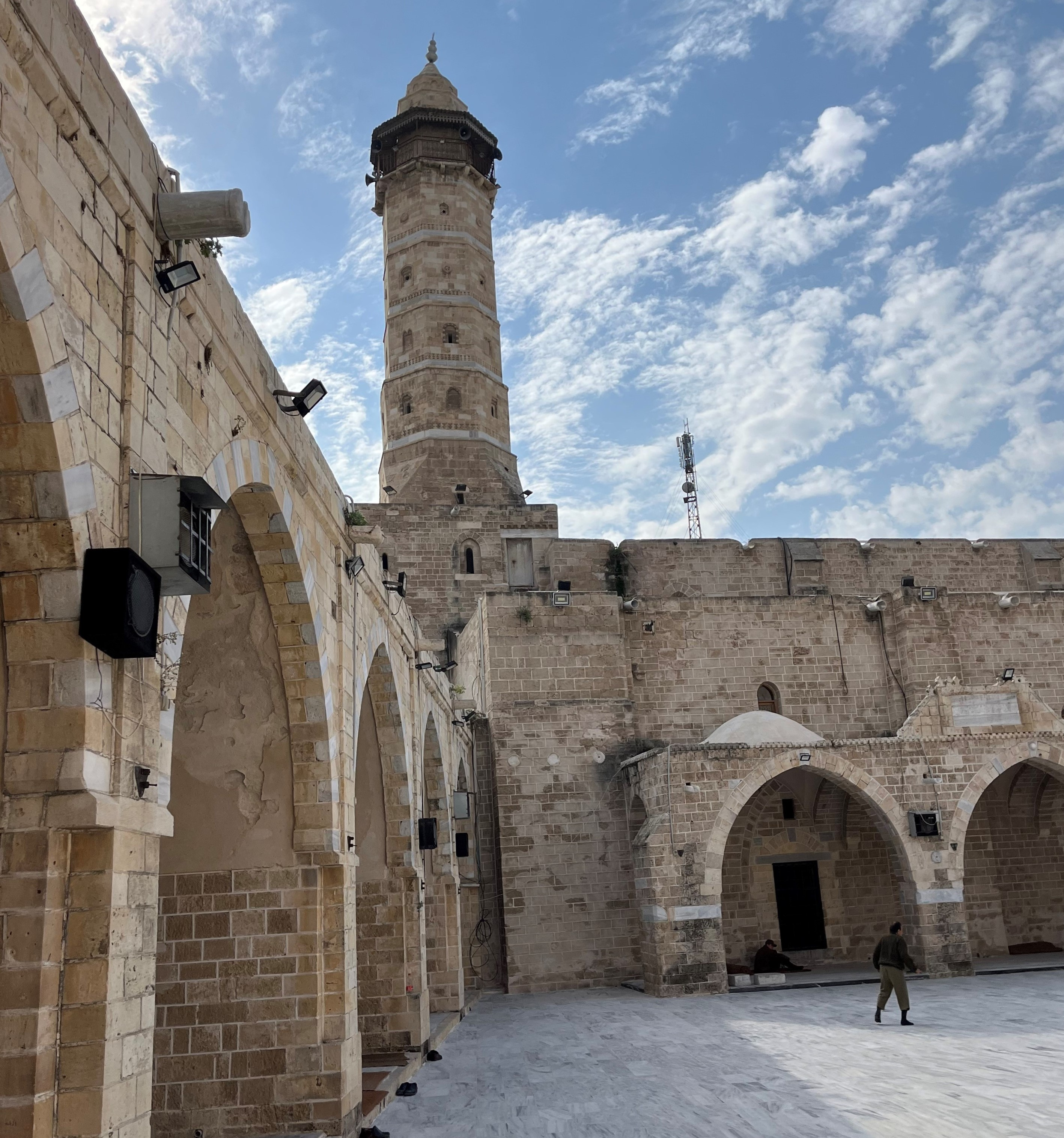
Große Moschee Ende 2022

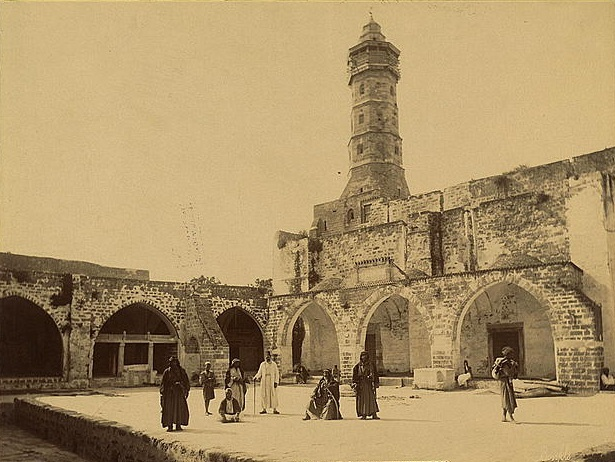
Innenhof der Großen Moschee von Gaza, 19. Jahrhundert

Die Große Moschee von Gaza (al-Dschami' al-Akbar bi-Ghazza) oder auch die Große Omar-Moschee (arabisch المسجد العمري الكبير, DMG al-Masǧid al-ʿUmarī al-kabīr) ist die größte und eine der ältesten Moscheen im Gazastreifen. Sie ist eine ehemalige christliche Kirche und lag im Daradsch-Viertel im Zentrum der Altstadt von Gaza am Ende der Omar-Mukhtar-Straße. Sie wurde 2023 von der israelischen Armee bei einem Luftangriff im Rahmen der Operation »Eiserne Schwerter« schwer beschädigt.

## Geschichte

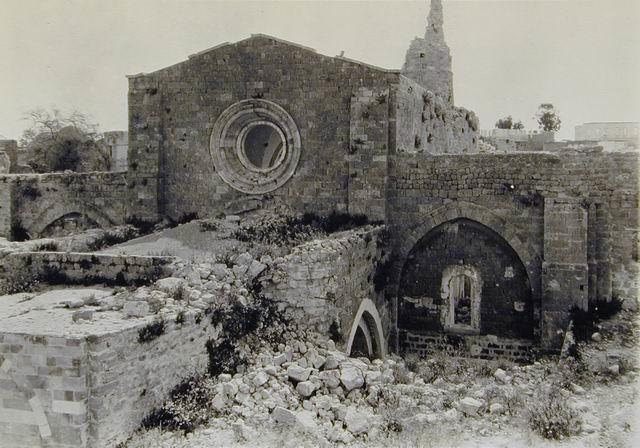
Die Fassade der Moschee mit der Kreuzfahrer-Architektur nach Bombardierung 1917

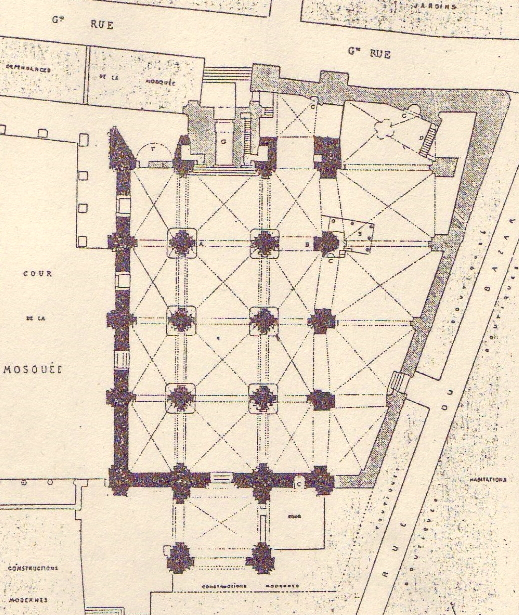
Grundriss 1873/74

Bereits in den Jahrhunderten vor der islamischen Eroberung wurde der Ort, an dem sich die Große Moschee befindet, zu religiösen Zwecken genutzt. In kanaanäischer Zeit befand sich dort ein Tempel, der Dagān gewidmet war, in byzantinischer Zeit wurde an seiner Stelle eine große Kirche errichtet, die jedoch zu Beginn des 7. Jahrhunderts durch die Sassaniden verwüstet wurde. Nach der Einnahme Gazas durch die Araber errichtete man dort eine Moschee, die den Namen ʿUmars trug, unter dessen Kalifat die Stadt erobert worden war.
Bei einem Erdbeben am 5. Dezember 1033 fiel die Kanzel des Minaretts herab. Im Jahr 1149 erbauten die Kreuzfahrer, die die Levante im Jahr 1099 von den fatimidischen Ägyptern erobert hatten, aufgrund eines Erlasses von Balduin III. von Jerusalem eine Johannes dem Täufer gewidmete Kathedrale möglicherweise an der Stelle. 1187 eroberten die Muslime unter Saladin die Stadt Gaza zurück und widmeten die Kathedrale in einen islamischen Sakralbau um; die Bauelemente im gotischen Stil aus der Kreuzfahrerzeit bilden heute den ältesten Teil der Moschee. Ab dem Ende des 13. Jahrhunderts nahmen die Mameluken zahlreiche Umbauten an dem Gebäude vor und ergänzten sie unter anderem um das östliche Portal, das die Moschee mit der 1277 von Baibars gegründeten benachbarten Bibliothek verband, und um ein Minarett. 1330 wurde die Südwand der ehemaligen Basilika abgerissen und stattdessen ein zusätzliches Schiff hinzugefügt. Im 17. und 18. Jahrhundert entstanden ergänzende Säulengalerien.
Während des Ersten Weltkrieges und der drei Schlachten um Gaza im Jahre 1917 wurde die Moschee durch die Alliierten stark beschädigt. 1926 wurde sie durch den Obersten Islamischen Rat wieder instand gesetzt.
Während der Gefechte in Gaza zwischen den palästinensischen Gruppierungen Hamas und Fatah wurde am 12. Juni 2007 der Imam der Moschee durch Fatah-Angehörige erschossen, um Vergeltung für die Tötung eines Angehörigen der Präsidialgarde von Mahmud Abbas zu üben.
Anfang Dezember 2023 berichtete das Ministerium für Altertümer in Gaza, dass ein Großteil der Moschee während des Krieges in Israel und Gaza durch israelisches Bombardement zerstört wurde. Nur das Minarett blieb unversehrt.

## Architektur

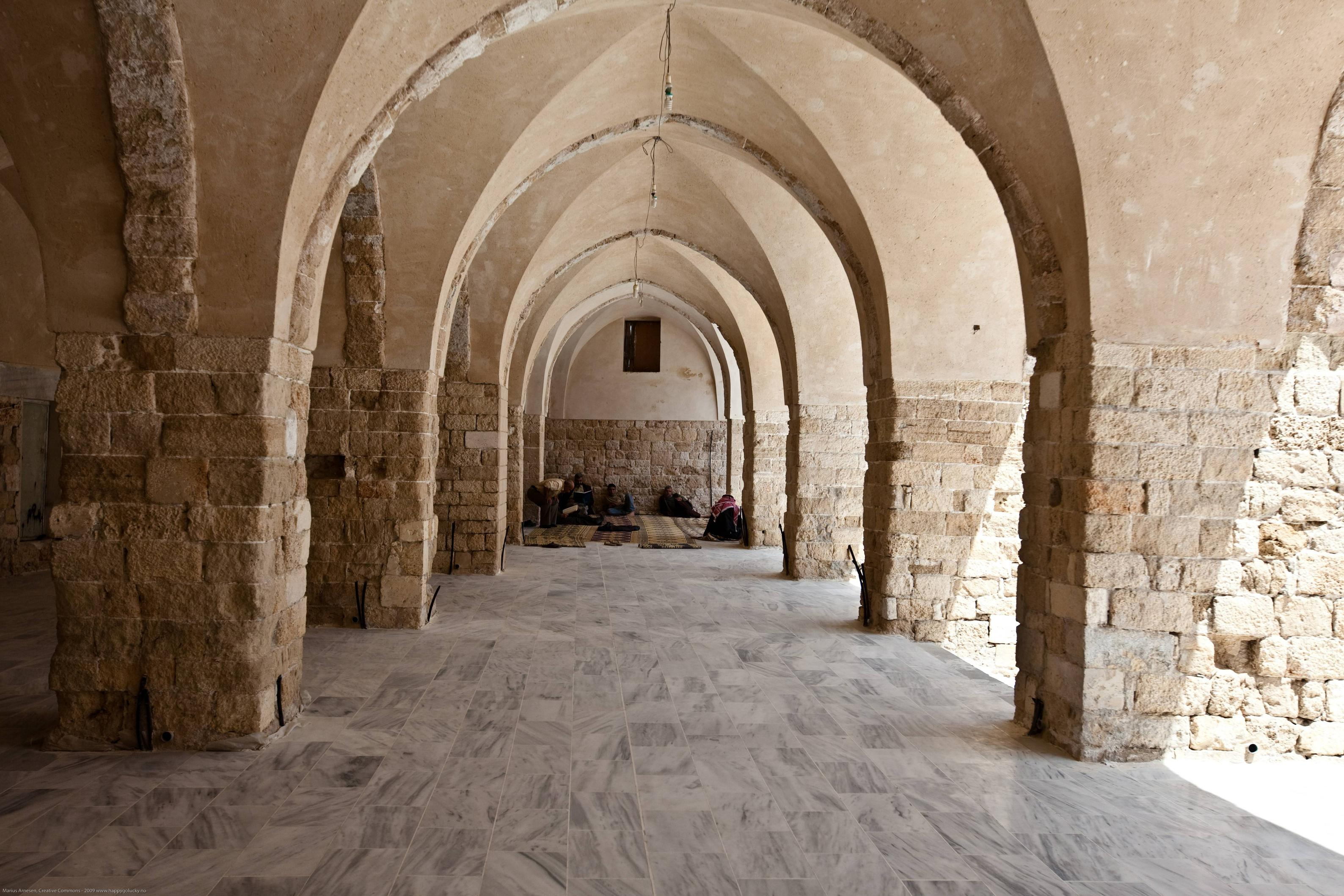
Arkadenhalle der Großen Moschee von Gaza, 2009

Die Große Moschee hat eine Grundfläche von 4100 Quadratmetern. Auffällig ist die architektonische Unregelmäßigkeit des Gebäudes, die sich aus wiederholten Umbauten in unterschiedlichen künstlerischen Stilen ergibt. Das Bauwerk hat ein ungewöhnliches Minarett, das im unteren Teil quadratisch und im oberen Teil, typisch für mamelukische Bauwerke, achteckig ist. Es ist bis zu den auskragenden Balkonen hinauf aus Stein gemauert. Der Minbar (Kanzel) ist weitgehend aus Holz und Fliesen gefertigt und wird von Zeit zu Zeit erneuert. Die einfache Kuppel sitzt auf einem achteckigen Tambour und ist eine leichte Konstruktion, ganz ähnlich den meisten Moscheen der Levante.
Die Moschee umschließt einen ausgedehnten Sahn (einen Innenhof), der von Arkadengängen umrahmt wird. Unter den Mameluken wurde bei der Umwandlung der Kathedrale in die Moschee der größte Teil der früheren Konstruktion entfernt, der westliche Eingang und die Säulen des Moscheekomplexes blieben jedoch im gotischen Stil erhalten.
Eine Mädchenschule befindet sich direkt östlich der Moschee, und der Goldmarkt von Gaza grenzt südlich an.